# 蒙古国家木偶剧院
蒙古国家木偶剧院（英語：Mongolian State Puppet Theater）设在蒙古国首都乌兰巴托，是蒙古国专业演出木偶剧的团体。

## 简介
蒙古国家木偶剧院成立于1948年，是从原国家中心剧院分立的专业艺术团体之一。该院至今坚持演出木偶剧。